# Браян (Байда)
Бра́ян-Йо́сиф Ба́йда (англ. Bryan Joseph Bayda; нар. 21 серпня 1961, Саскатун) — єпископ Саскатунський УГКЦ (2008—2022), єпископ Торонтської єпархії з 28 квітня 2022 року; редемпторист.

## Біографія
Народився 21 серпня 1961 року у Саскатуні (провінція Саскачеван, Канада). Початкову освіту здобув у католицьких школах Саскатуну. У 1975–1979 роках навчався у Колегії св. Володимира у Робліні (провінція Манітоба). У 1979–1982 роках навчався у Домі Спасителя в Торонто, де проходив підготовчі студії перед поступленням до новіціату Чину Найсвятішого Ізбавителя. У тому часі студіював філософію в Колегії св. Михаїла, де здобув ступінь бакалавра мистецтв.
У 1982–1983 роках проходив новіціят у США. 31 липня 1983 року склав перші монаші обіти, а 13 вересня 1986 року — вічні обіти.
У 1983–1987 роках знову навчався у Колегії св. Михаїла, де здобув ступінь магістра богослов'я.
30 травня 1987 року прийняв священничі свячення (святитель — владика Василь Філевич, єпископ Саскатунський).
У 1987–1990 роках був духівником у Колегії св. Володимира у Робліні і одночасно слухав курси педагогіки при Манітобському університеті та завершив студії у 1991 ступенем бакалавра освіти. Навчання продовжував в Інституті ім. Митрополита Андрея Шептицького в Оттаві та отримав ступінь бакалавра східних студій. У 1990 році призначений соцієм і професором у Колегії св. Володимира. У 1993–1994 роках — директор цієї колегії.
У 1994–1997 роках був настоятелем і директором Дому Спасителя у Торонто, де підготовляв кандидатів до чернечого життя.
У 1997–1999 роках — сотрудник у парафії Святих апостолів Петра і Павла в Саскатуні. У 1999 році був настоятелем дому для бідних і опущених людей. У 2000–2002 роках — сотрудник у парафії Матері Божої Неустанної Помочі в Йорктоні. З 2002 року — ігумен і парох у Йорктоні.
2 травня 2008 року Папа Римський Бенедикт XVI призначив ієромонаха Браяна Байду, ЧНІ, єпископом Саскатунським. Єпископська хіротонія відбулася 27 червня 2008 року в Катедральному соборі святого Юрія в м. Саскатун. Головним святителем був владика Лаврентій Гуцуляк, ЧСВВ, митрополит Вінніпезький, а співсвятителями — владика Михаїл Вівчар, ЧНІ, єпископ-емерит Саскатунської єпархії, та владика Кен Новаківський, єпископ Нью-Вестмінстерський.
9 листопада 2019 року Святіший Отець призначив Браяна Байду Апостольським адміністратором вакантного осідку Торонтської єпархії, а 28 квітня 2022 року Папа Франциск призначив його єпархом Торонтської єпархії. Інтронізація відбулася 27 червня 2022 року в Торонто у храмі Святих Верховних апостолів Петра і Павла у Скарборо, за участю єпископів, священників та монахів Української греко-католицької церкви, а також Римо-католицької та Східних католицьких церков у Канаді та США.